# Hlubočky
Hlubočky (en allemand : Hombok) est une commune du district et de la région d'Olomouc, en Tchéquie. Sa population s'élevait à 4 207 habitants en 2025.

## Géographie
Hlubočky est arrosée par la rivière Bystřice, qui y reçoit les eaux de la rivière Hluboček, et se trouve à 5 km au nord-est de Velká Bystřice, à 12 km au nord-nord-est d'Olomouc, à 71 km à l'ouest-sud-ouest d'Ostrava et à 219 km à l'est-sud-est de Prague.
La commune est limitée par Jívová au nord, par la zone militaire de Libavá à l'est, par Mrsklesy et Velká Bystřice au sud, et par Olomouc et Dolany à l'ouest.

## Histoire
La première mention écrite de la localité date de 1368.
Sous l'empire Austro-Hongrois, la ville s'appelait Hombok jusqu'en 1918. Elle prit son nom actuel après la création de la Tchécoslovaquie

## Administration
La commune se compose de quatre sections :
- Hlubočky
- Hrubá Voda
- Mariánské Údolí
- Posluchov

## Transports
Par la route, Hlubočky se trouve à 4,2 km de Velká Bystřice, à 14 km d'Olomouc et à 257 km de Prague.